# آكلات الجرجة
آكلات الجرجة (الاسم العلمي: Conopophagidae)، هي فصيلة من الطيور تتبع رتبة العصفوريات. وتملك هذه الفصيلة عشرة أنواع في اثنين من الأجناس. وتستوطن أمريكا الجنوبية وأمريكا الوسطى. وهي طيور مُستديرة الهيكل تقريباً، قصيرة الذيل، وطويلة الأرجل. تتواجد بكثرة في غابات الأمازون ونواحي نهر أورينكو. وهي عصافير من آكلات الحشرات والديدان واللافقاريات والعناكب.

## الأنواع
- جنس آكل الجرجة (Conopophaga) :
  - آكل الجرجة الأصهب (Conopophaga lineata)
  - آكل الجرجة كيارا (Conopophaga cearae)
  - آكل الجرجة كستنائي الشريط (Conopophaga aurita)
  - آكل الجرجة المقنع (Conopophaga roberti)
  - آكل الجرجة رمادي الحنجري (Conopophaga peruviana)
  - آكل الجرجة الأردوازي (Conopophaga ardesiaca)
  - آكل الجرجة الكستنائي المتوج (Conopophaga castaneiceps)
  - آكل الجرجة أسود الخدين (Conopophaga melanops)
  - آكل الجرجة أسود البطن (Conopophaga melanogaster)
- جنس (الاسم العلمي: Pittasoma)
  - (الاسم العلمي: Pittasoma michleri)
  - (الاسم العلمي: Pittasoma rufopileatum)